# 현대 중형트럭
현대 91A 중형트럭은 1990년 7월 2일 현대자동차가 바이슨의 후속 모델이자 미쓰비시 후소 파이터 제 1세대 모델을 베이스로 하여 1997년까지 생산하였다. 
- 후속차량은 현대자동차가 독자개발한 슈퍼 중형트럭이다.
- 현재는 트레일러(트랙터), 카고트럭, 냉동차량, 견인차량 등으로 적잖아 존재한다.

## 연혁
- 1990년
  - 7월 : 1세대 미쓰비시 후소 파이터를 기반으로 한 91A 중형트럭 출시

- 1994년
  - 5월 : 현대자동차의 새 CI가 출범됨에 따라 앞면에 현대 로고가 HYUNDAI에서 타원형 CI로 변경, 도어의 데칼이 변경되었다.

- 1997년
  - 10월 : 후속차량인 슈퍼 중형트럭의 출시로 순차적으로 단종.

## 라인업
- 현대 FK41# 4.5톤 카고트럭
- 현대 FK41# 5톤 카고트럭
- 현대 FK41# 5,5톤 카고트럭
- 현대 FK41# 5톤 덤프트럭
- 현대 FK41# 5톤 렉카트럭
- 현대 FK41# 5톤 내장탑차
- 현대 FK41# 5톤 윙바디탑차
- 현대 FK41# 5톤 냉동탑차

## 변속기
- 6단 수동변속기만 사용되었다.

## 사진

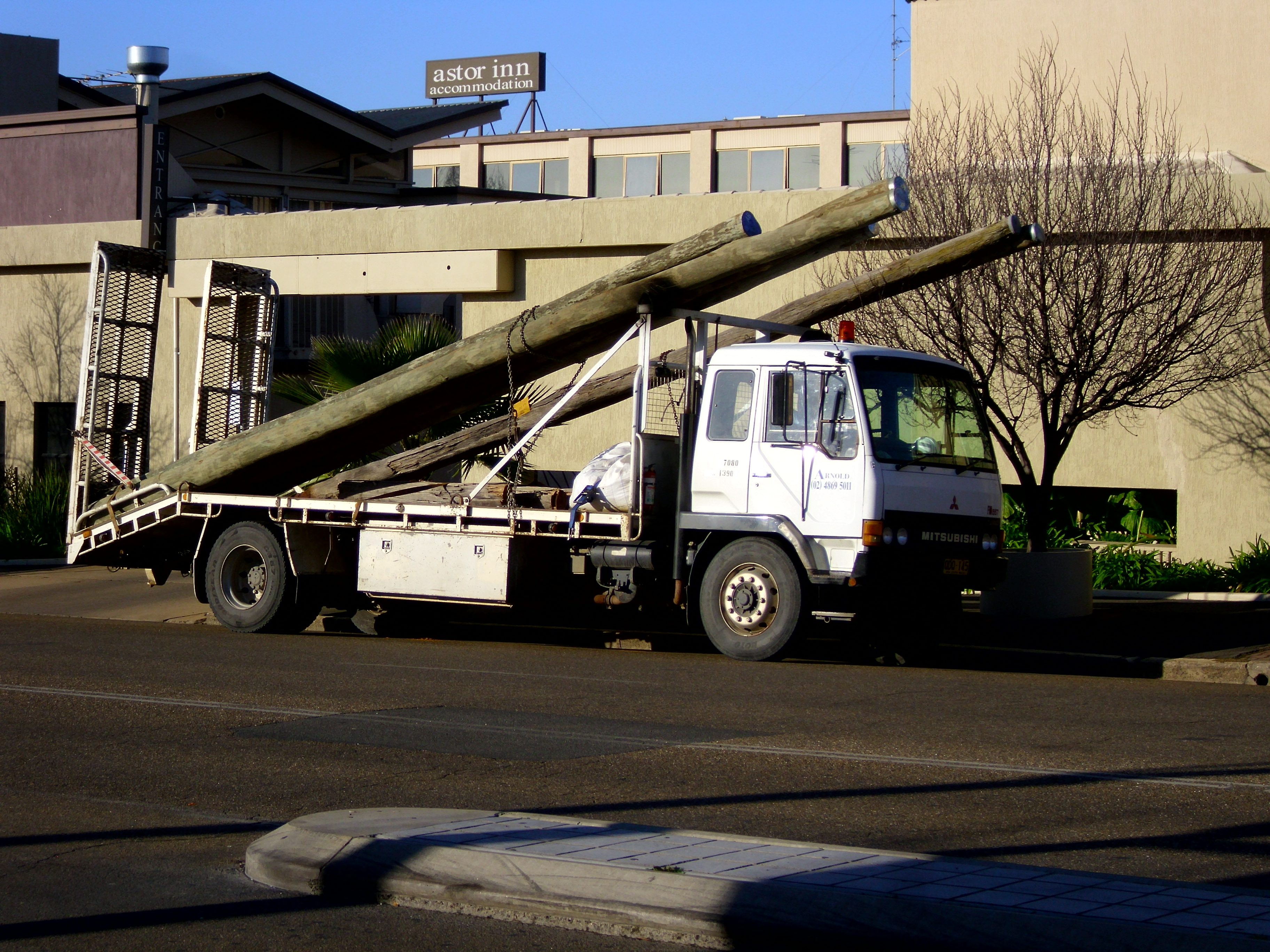
1987~1991년식 현대 91A 중형트럭과 거의 유사한 외형의 미쓰비시 후소 파이터 FM(준대형) 수출 사양